# Томпсон Тауншип (округ Сасквеганна, Пенсільванія)
Томпсон Тауншип (англ. Thompson Township) — селище (англ. township) в США, в окрузі Сасквегенна штату Пенсільванія. Населення — 438 осіб (2020).

## Демографія
Згідно з переписом 2010 року, у селищі мешкало 410 осіб у 195 домогосподарствах у складі 120 родин. Було 369 помешкань
Расовий склад населення:
| - 98,3 % — білих - 0,2 % — вихідців з тихоокеанських островів - 0,2 % — чорних або афроамериканців |

До двох чи більше рас належало 1,0 %. Частка іспаномовних становила 1,7 % від усіх жителів.
За віковим діапазоном населення розподілялося таким чином: 14,9 % — особи молодші 18 років, 60,0 % — особи у віці 18—64 років, 25,1 % — особи у віці 65 років та старші. Медіана віку мешканця становила 51,1 року. На 100 осіб жіночої статі у селищі припадало 100,0 чоловіків;  на 100 жінок у віці від 18 років та старших — 97,2 чоловіків також старших 18 років.
Середній дохід на одне домашнє господарство  становив 61 454 долари США (медіана — 53 295), а середній дохід на одну сім'ю — 75 636 доларів (медіана — 76 042). Медіана доходів становила 54 583 долари для чоловіків та 30 833 долари для жінок. За межею бідності перебувало 10,5 % осіб, у тому числі 0,0 % дітей у віці до 18 років та 4,7 % осіб у віці 65 років та старших.
Цивільне працевлаштоване населення становило 226 осіб. Основні галузі зайнятості: освіта, охорона здоров'я та соціальна допомога — 35,0 %, виробництво — 27,9 %, будівництво — 8,0 %, публічна адміністрація — 5,8 %.